# Domenico di Zanobi

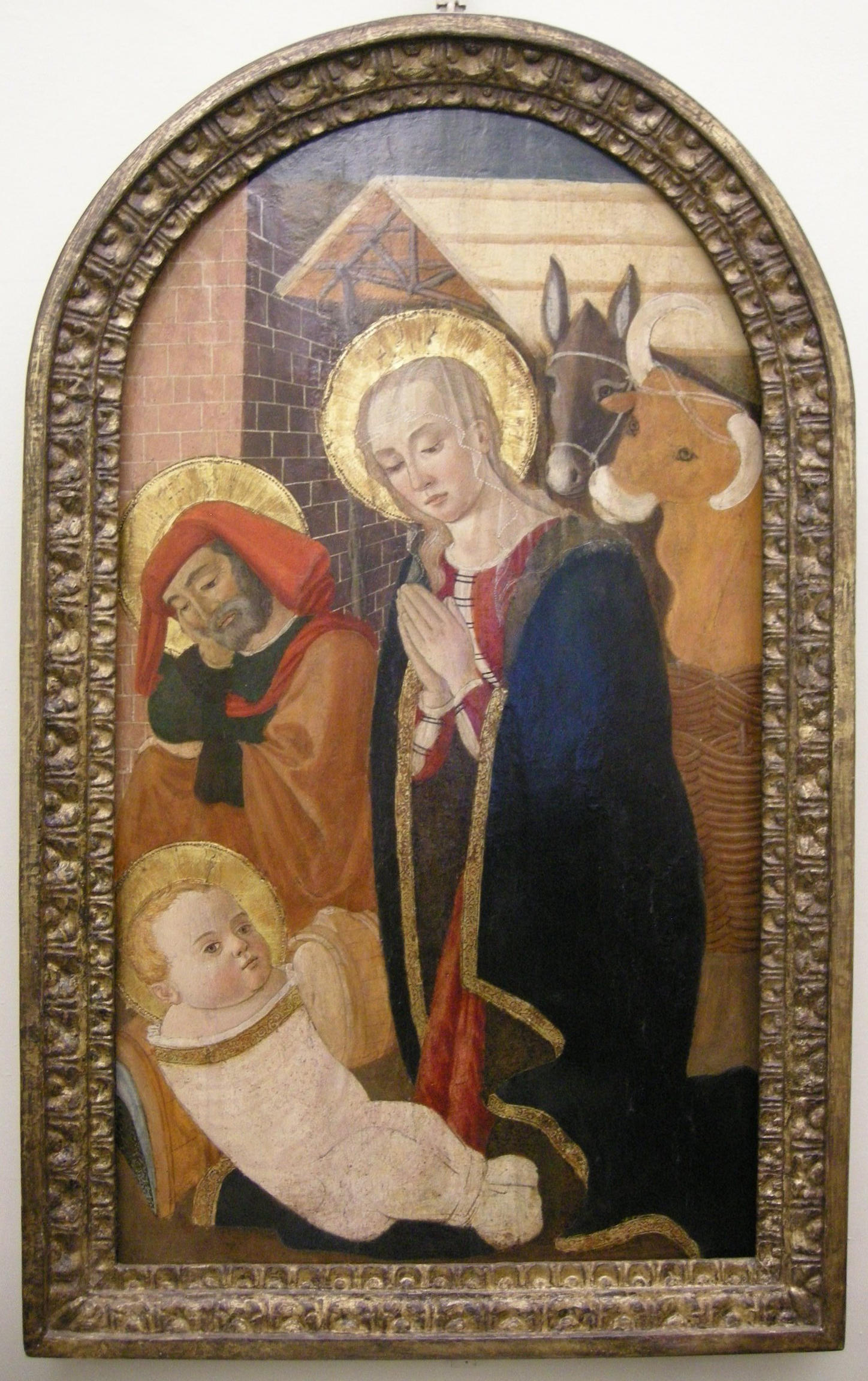
Natività, Casa Siviero, Firenze

Domenico di Zanobi, detto Maestro della Natività Johnson (Firenze, XV secolo – XV secolo), è stato un pittore italiano.

## Biografia
Conosciuto con il soprannome di Maestro della natività Johnson, recenti studi lo hanno identificato con Domenico di Zanobi. Contemporaneo di Fra Filippo Lippi, lavorò come suo assistente a Firenze e Prato. La sua attività è attestata tra il 1460 e il 1481.
Attivo nel 1460 a Prato, tornò a lavorare a Firenze dove entrò nello studio di Paolo Uccello, in via delle Terme. Collaborò con diversi artisti fiorentini, tra cui Filippino Lippi e Domenico di Michelino.
Il suo stile si è evoluto attraverso il contatto con le opere di Andrea del Castagno, Alesso Baldovinetti e Sandro Botticelli. Bernard Berenson lo considerò un seguace di Cosimo Rosselli.